# Sicale de Taczanowski
Sicalis taczanowskii
Espèce
Statut de conservation UICN

 LC  : Préoccupation mineure
Le Sicale de Taczanowski (Sicalis taczanowskii) est une espèce de passereau appartenant à la famille des Thraupidae.

## Répartition
Il vit en Équateur et au Pérou.